# Immigranterna
Immigranterna, är en indisk film från 1990

## Rollista (i urval)
- Shabana Azmi - Hansa Sarpat
- Nana Patekar - Vasant Mandre
- Raghuvir Yadav - Soma
- Rajshree Sawant - Phulvanti
- Nilu Phule - Dashrath Mandre
- Om Puri - Parshuram Sarpat
- Achyut Potdar - Bidi factory manager